# Quarrington Hill
Quarrington Hill – wieś w Anglii, w hrabstwie Durham. Leży 8 km na południowy wschód od miasta Durham i 369 km na północ od Londynu.